# Liste der Auslandsvertretungen Rumäniens

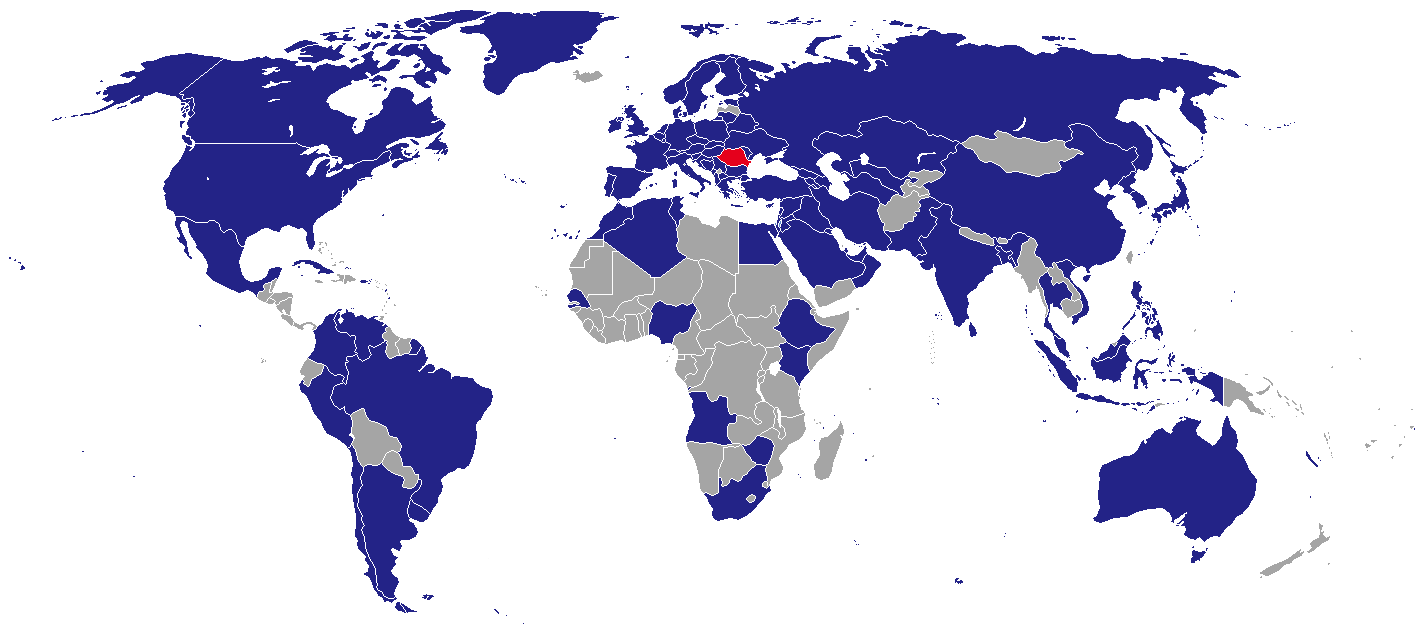
Standorte der diplomatischen Vertretungen Rumäniens

Dies ist eine Liste der diplomatischen Vertretungen Rumäniens.

## Diplomatische Vertretungen

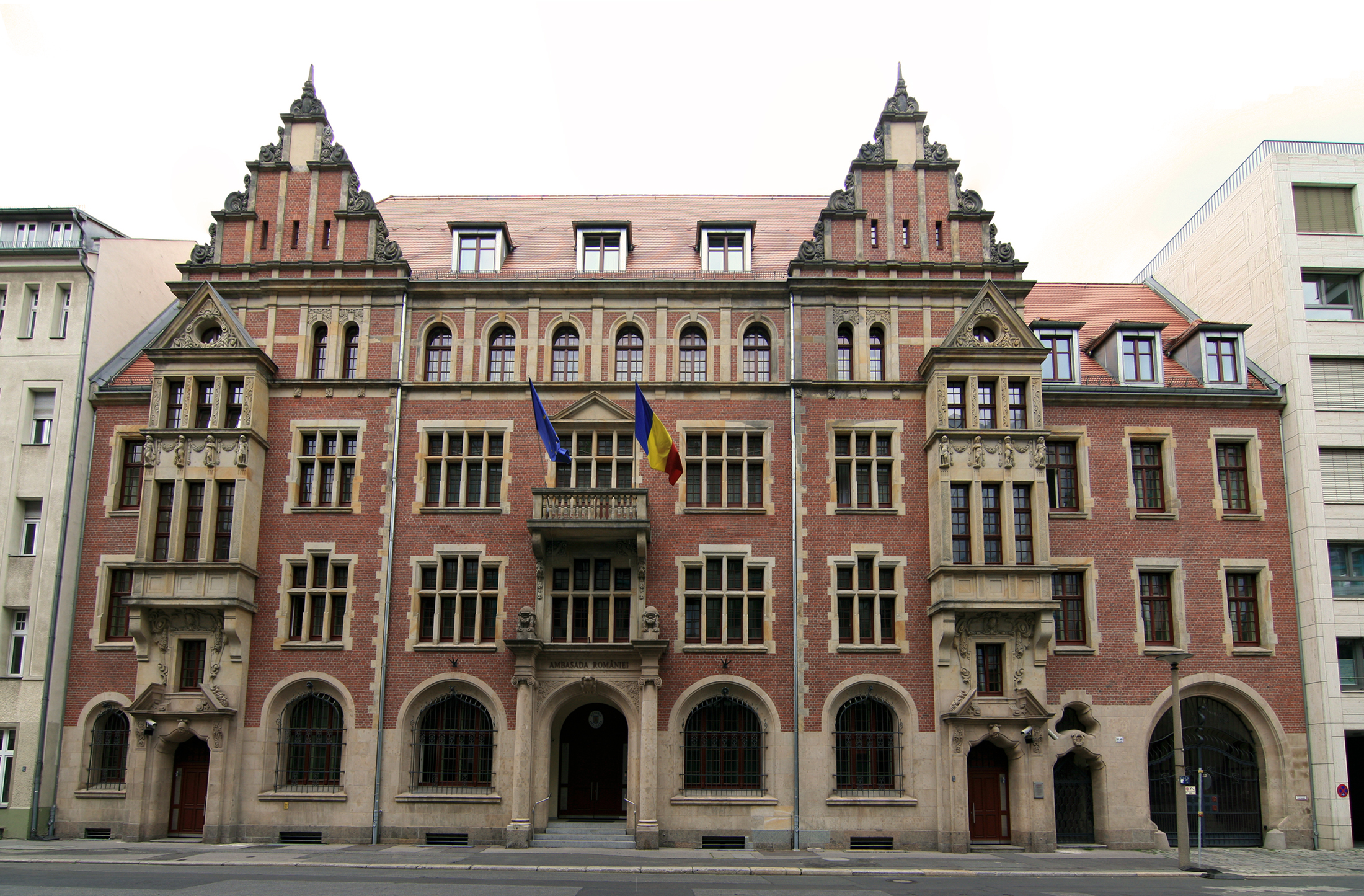
Rumänische Botschaft in Berlin

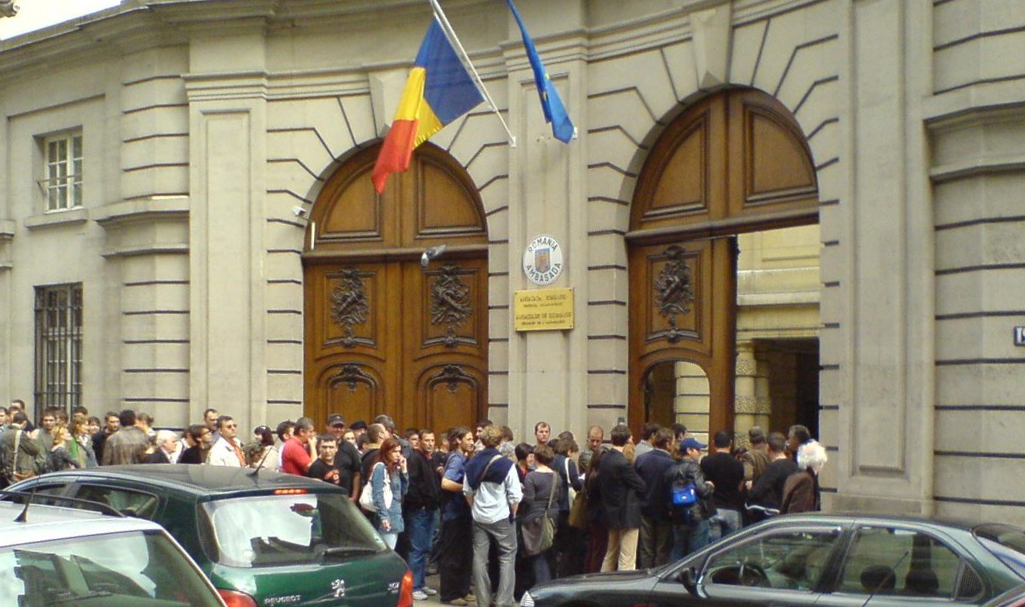
Rumänische Botschaft in Paris

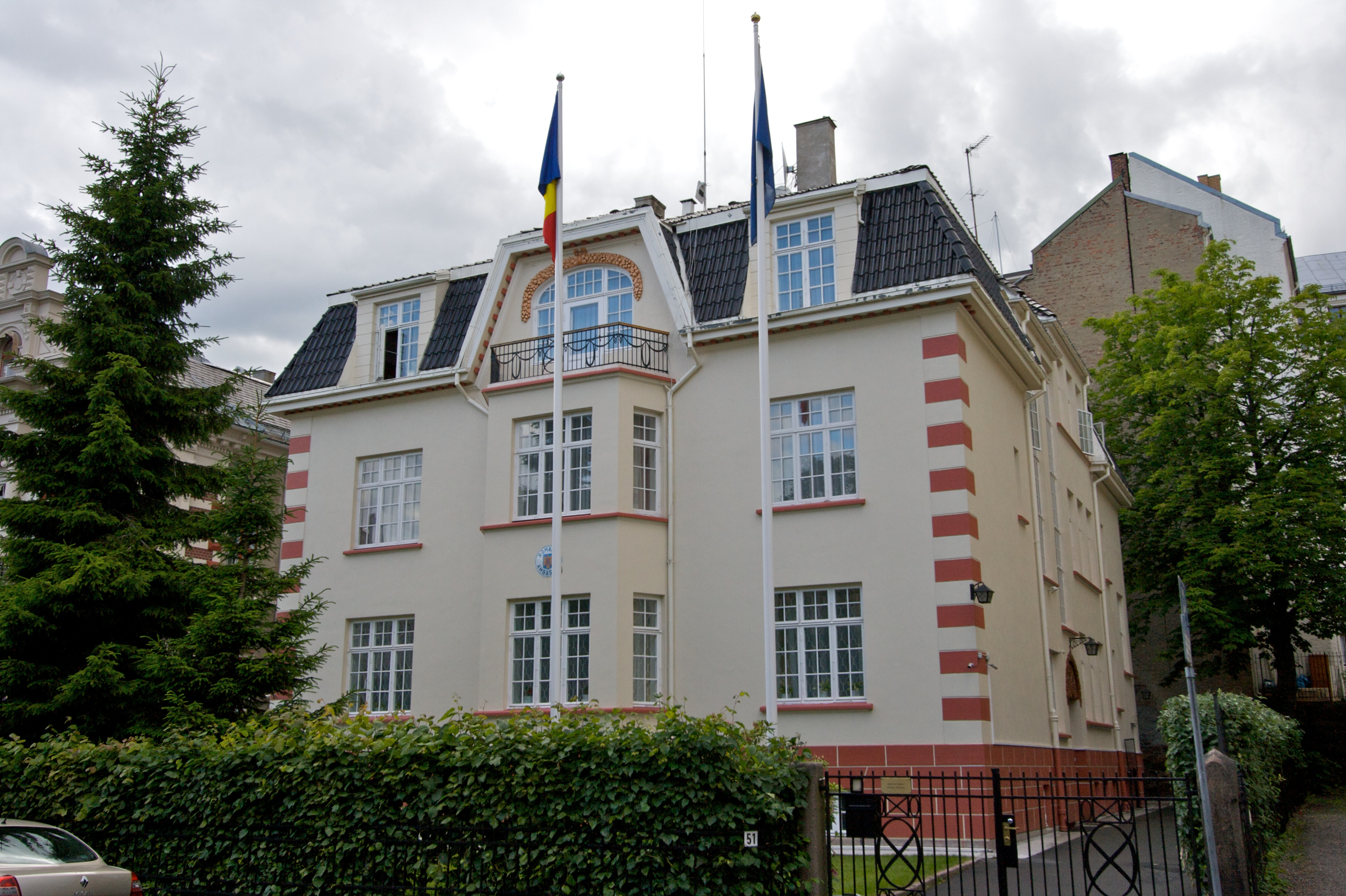
Rumänische Botschaft in Oslo

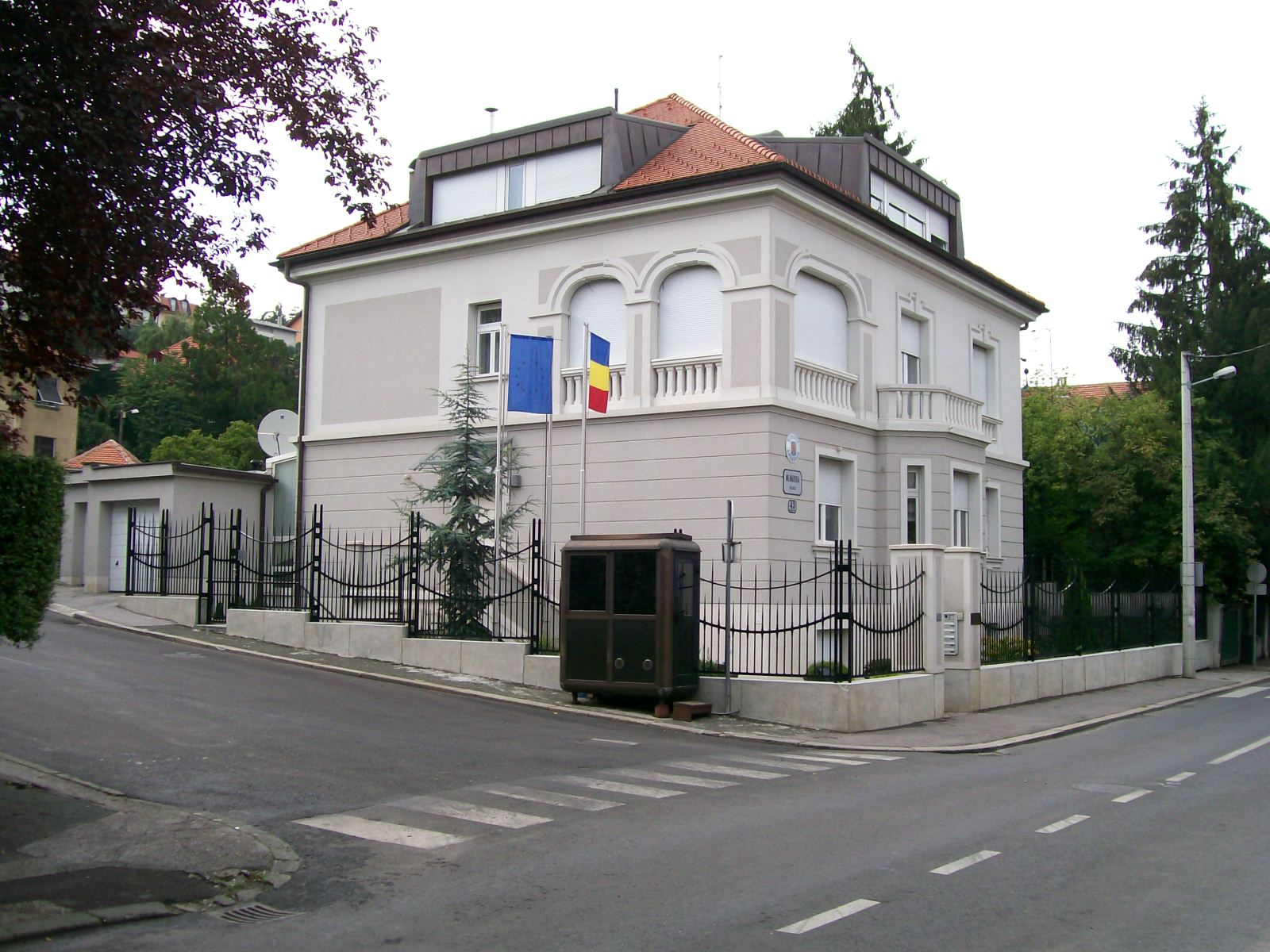
Rumänische Botschaft in Zagreb

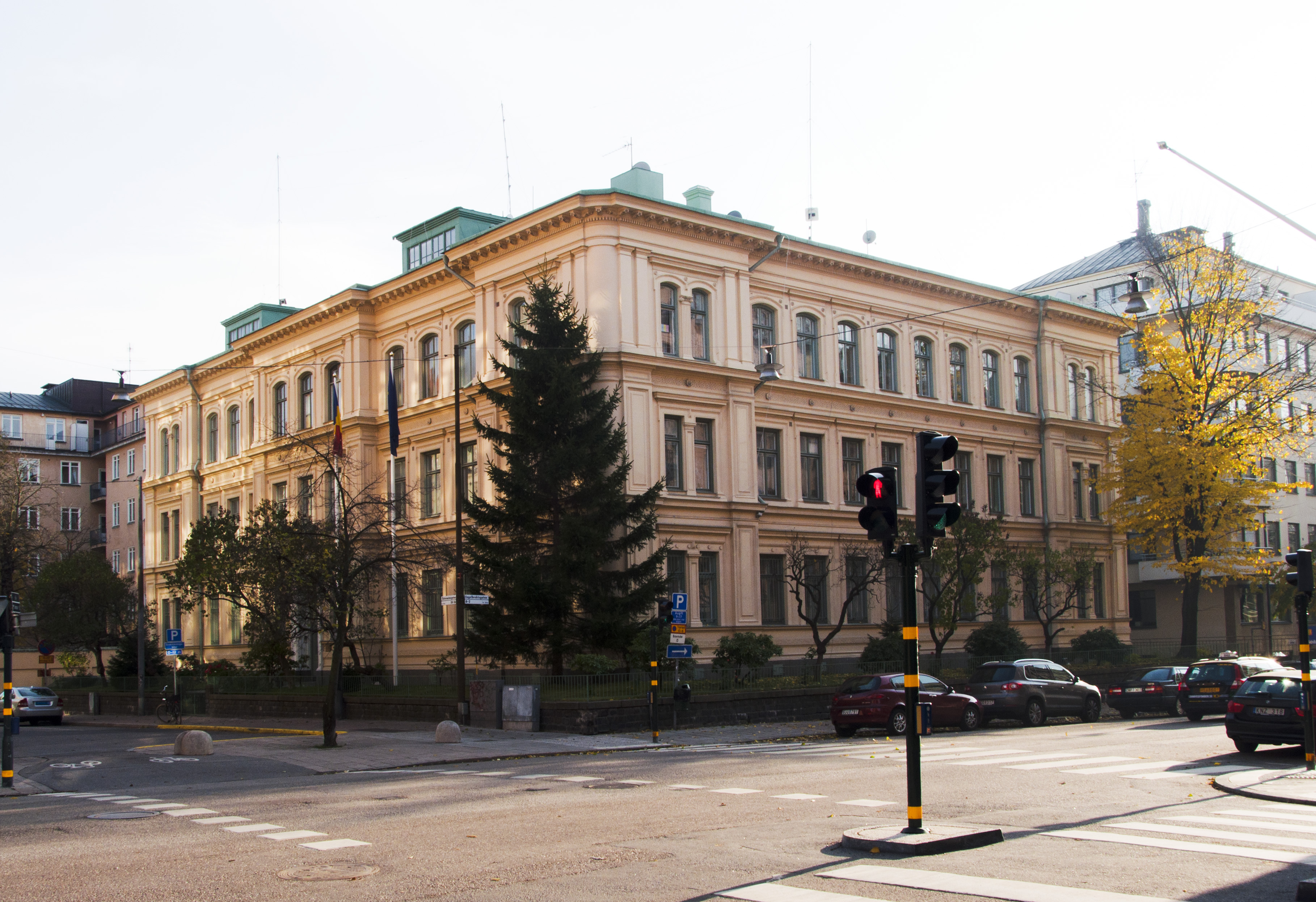
Rumänische Botschaft in Stockholm

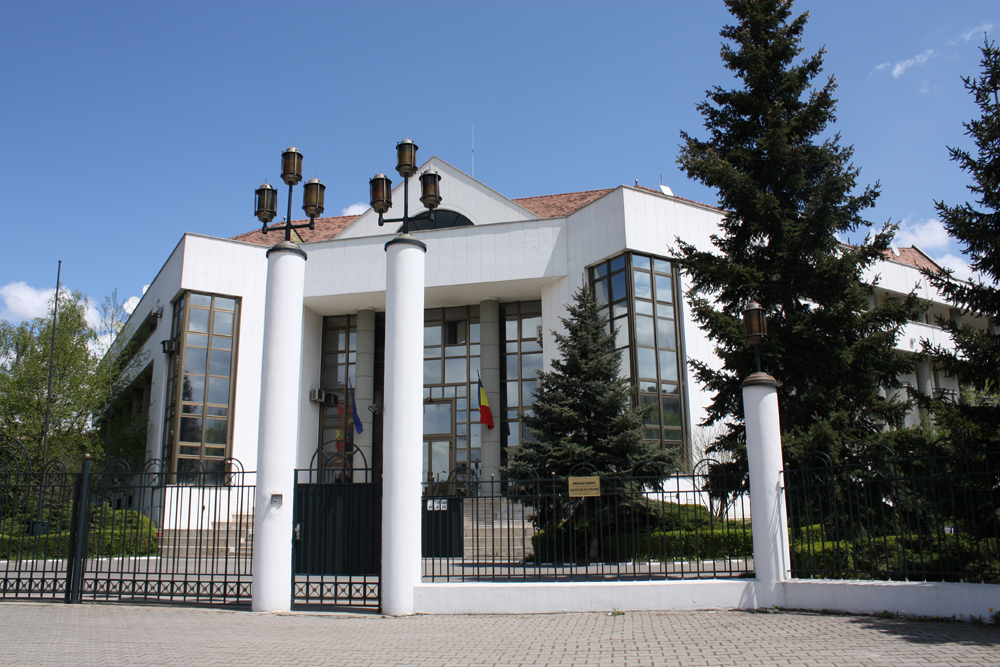
Rumänische Botschaft in Sofia

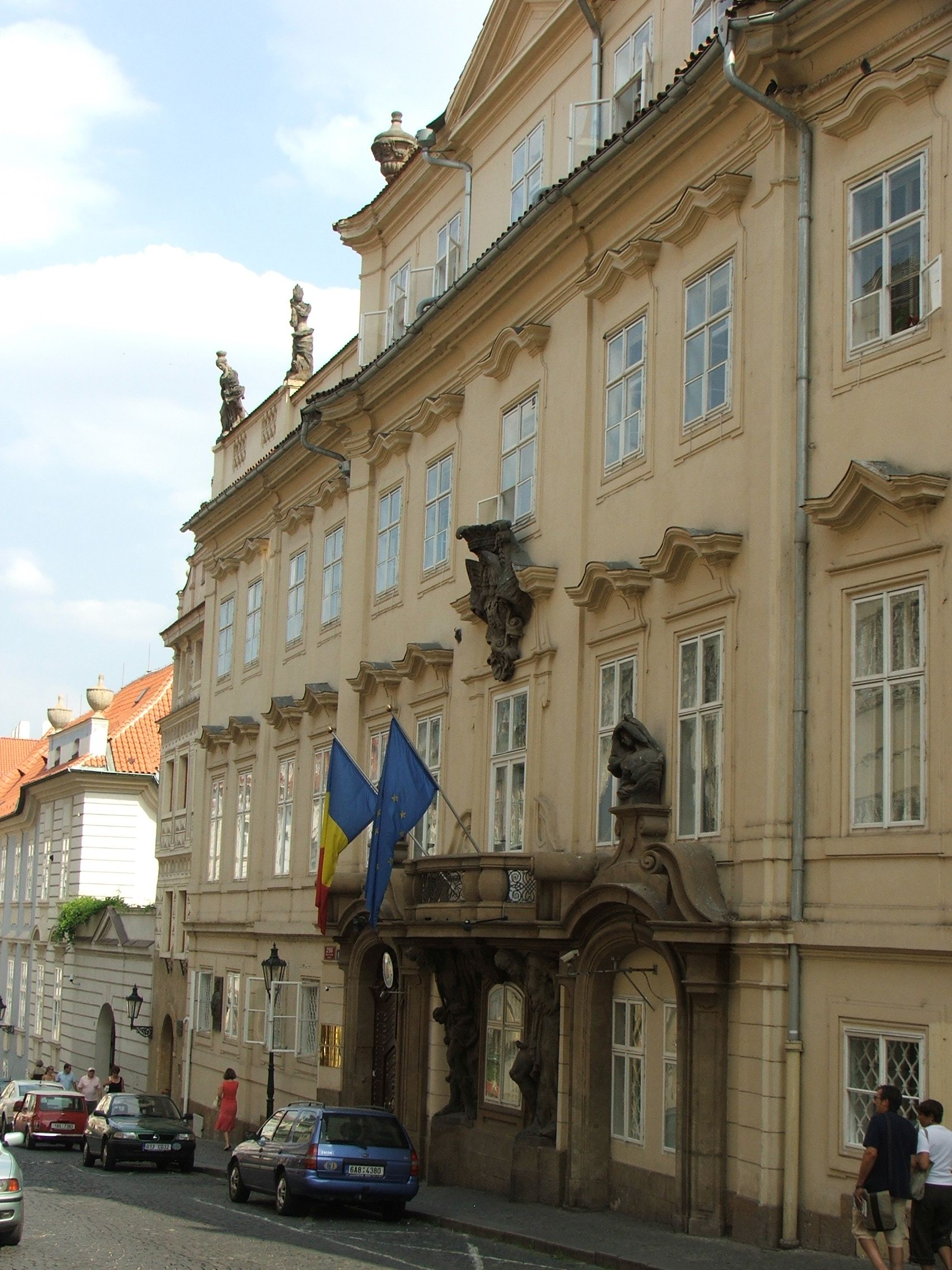
Rumänische Botschaft in Prag

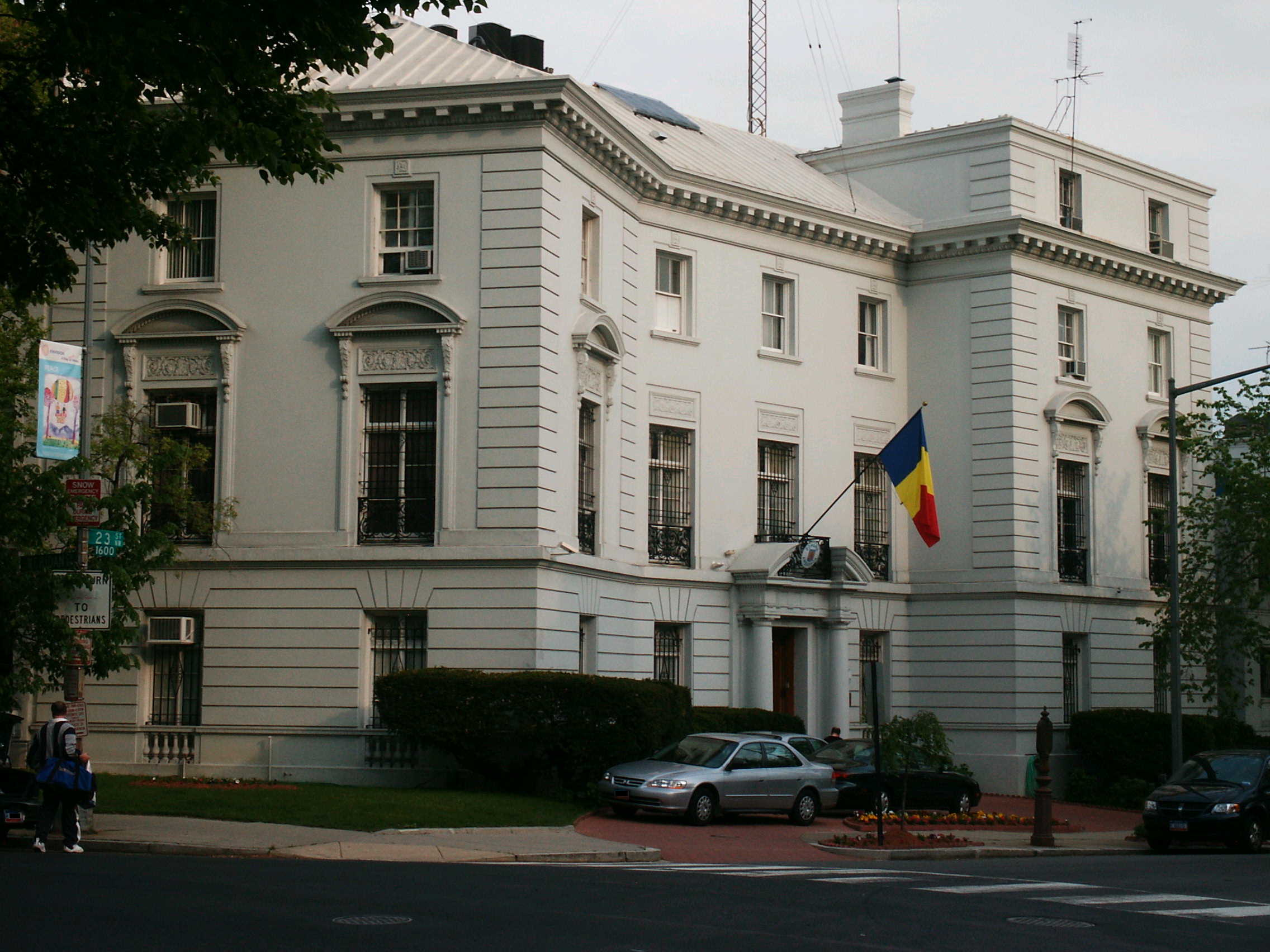
Rumänische Botschaft in Washington, D.C.

### Afrika
| - Ägypten: Kairo, Botschaft - Algerien: Algier, Botschaft - Angola: Luanda, Botschaft - Äthiopien: Addis Abeba, Botschaft - Kenia: Nairobi, Botschaft - Marokko: Rabat, Botschaft - Nigeria: Abuja, Botschaft | - Nigeria: Lagos, Konsulat - Senegal: Dakar, Botschaft - Simbabwe: Harare, Botschaft - Südafrika: Pretoria, Botschaft - Südafrika: Kapstadt, Generalkonsulat - Sudan: Khartum, Botschaft - Tunesien: Tunis, Botschaft |

### Asien
| - Afghanistan: Kabul, Botschaft - Armenien: Jerewan, Botschaft - Aserbaidschan: Baku, Botschaft - Bangladesch: Dhaka, Konsulat - Volksrepublik China: Peking, Botschaft - Volksrepublik China: Hongkong, Generalkonsulat - Volksrepublik China: Shanghai, Generalkonsulat - Georgien: Tiflis, Botschaft - Indien: Neu-Delhi, Botschaft - Indien: Mumbai, Generalkonsulat - Indonesien: Jakarta, Botschaft - Iran: Teheran, Botschaft - Irak: Bagdad, Botschaft - Israel: Tel Aviv, Botschaft - Japan: Tokyo, Botschaft - Jordanien: Amman, Botschaft - Kasachstan: Astana, Botschaft - Katar: Doha, Botschaft - Kuwait: Kuwait, Botschaft | - Libanon: Beirut, Botschaft - Malaysia: Kuala Lumpur, Botschaft - Nordkorea: Pjöngjang, Botschaft - Pakistan: Islamabad, Botschaft - Pakistan: Karatschi, Wirtschaftsbüro - Palästina: Ramallah, Verbindungsbüro - Philippinen: Manila, Botschaft - Saudi-Arabien: Riad, Botschaft - Singapur: Singapur, Botschaft - Sri Lanka: Colombo, Botschaft - Südkorea: Seoul, Botschaft - Syrien: Damaskus, Botschaft - Thailand: Bangkok, Botschaft - Turkmenistan: Aschgabat, Botschaft - Usbekistan: Taschkent, Botschaft - Vereinigte Arabische Emirate: Abu Dhabi, Botschaft - Vereinigte Arabische Emirate: Dubai, Generalkonsulat - Vietnam: Hanoi, Botschaft |

### Australien und Ozeanien
- Australien: Canberra, Botschaft
- Australien: Sydney, Generalkonsulat

### Europa
| - Albanien: Tirana, Botschaft - Belgien: Brüssel, Botschaft - Bosnien und Herzegowina: Sarajevo, Botschaft - Bulgarien: Sofia, Botschaft - Dänemark: Kopenhagen, Botschaft - Deutschland: Berlin, Botschaft - Deutschland: Bonn, Generalkonsulat - Deutschland: München, Generalkonsulat - Deutschland: Stuttgart, Generalkonsulat - Finnland: Helsinki, Botschaft - Frankreich: Paris, Botschaft - Frankreich: Lyon, Generalkonsulat - Frankreich: Marseille, Generalkonsulat - Frankreich: Straßburg, Generalkonsulat - Griechenland: Athen, Botschaft - Griechenland: Thessaloniki, Generalkonsulat - Irland: Dublin, Botschaft - Italien: Rom, Botschaft - Italien: Bologna, Generalkonsulat - Italien: Mailand, Generalkonsulat - Italien: Triest, Generalkonsulat - Italien: Turin, Generalkonsulat - Italien: Catania, Konsulat - Kroatien: Zagreb, Botschaft - Litauen: Wilna, Botschaft - Luxemburg: Luxemburg, Botschaft - Nordmazedonien: Skopje, Botschaft - Moldau: Chișinău, Botschaft - Republik Moldau: Bălți, Generalkonsulat - Republik Moldau: Cahul, Generalkonsulat - Republik Moldau: Ungheni, Konsulat - Montenegro: Podgorica, Botschaft - Niederlande: Den Haag, Botschaft - Norwegen: Oslo, Botschaft - Österreich: Wien, Botschaft | - Polen: Warschau, Botschaft - Portugal: Lissabon, Botschaft - Russland: Moskau, Botschaft - Russland: Rostow am Don, Generalkonsulat - Russland: St. Petersburg, Generalkonsulat - Schweden: Stockholm, Botschaft - Schweiz: Bern, Botschaft - Serbien: Belgrad, Botschaft - Serbien: Vršac, Generalkonsulat - Serbien: Zaječar, Generalkonsulat - Slowakei: Bratislava, Botschaft - Slowenien: Ljubljana, Botschaft - Spanien: Madrid, Botschaft - Spanien: Barcelona, Generalkonsulat - Spanien: Bilbao, Generalkonsulat - Spanien: Sevilla, Generalkonsulat - Spanien: Almería, Konsulat - Spanien: Castellón de la Plana, Konsulat - Spanien: Saragossa, Konsulat - Tschechien: Prag, Botschaft - Türkei: Ankara, Botschaft - Türkei: Istanbul, Generalkonsulat - Türkei: Izmir, Generalkonsulat - Ukraine: Kiew, Botschaft - Ukraine: Czernowitz, Generalkonsulat - Ukraine: Odessa, Generalkonsulat - Ungarn: Budapest, Botschaft - Ungarn: Gyula, Generalkonsulat - Ungarn: Szeged, Generalkonsulat - Vereinigtes Königreich: London, Botschaft - Vereinigtes Königreich: Edinburgh, Konsulat - Belarus: Minsk, Botschaft - Zypern: Nikosia, Botschaft |

### Nordamerika
| - Kanada: Ottawa, Botschaft - Kanada: Montreal, Generalkonsulat - Kanada: Toronto, Generalkonsulat - Kanada: Vancouver, Generalkonsulat - Kuba: Havanna, Botschaft | - Mexiko: Mexiko-Stadt, Botschaft - Vereinigte Staaten: Washington, D.C., Botschaft - Vereinigte Staaten: Chicago, Generalkonsulat - Vereinigte Staaten: Los Angeles, Generalkonsulat - Vereinigte Staaten: New York, Generalkonsulat |

### Südamerika
| - Argentinien: Buenos Aires, Botschaft - Brasilien: Brasília, Botschaft - Brasilien: Rio de Janeiro, Generalkonsulat - Chile: Santiago de Chile, Botschaft | - Kolumbien: Bogotá, Botschaft - Peru: Lima, Botschaft - Uruguay: Montevideo, Botschaft - Venezuela: Caracas, Botschaft |

## Vertretungen bei internationalen Organisationen
- Europäische Union: Brüssel, Ständige Vertretung
- Europarat: Straßburg, Ständige Vertretung
- NATO: Brüssel, Ständige Vertretung
- Vereinte Nationen: New York, Ständige Vertretung
- Vereinte Nationen: Genf, Ständige Vertretung
- Vereinte Nationen: Nairobi, Ständige Vertretung
- Organisation für Sicherheit und Zusammenarbeit in Europa (OSZE): Wien, Ständige Vertretung
- Organisation der Vereinten Nationen für Erziehung, Wissenschaft und Kultur (UNESCO): Paris, Ständige Vertretung
- Heiliger Stuhl: Rom, Botschaft